# デニス・シュミット

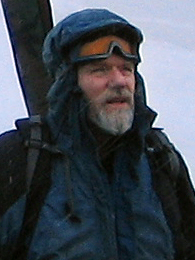
デニス・シュミット（2006年撮影）

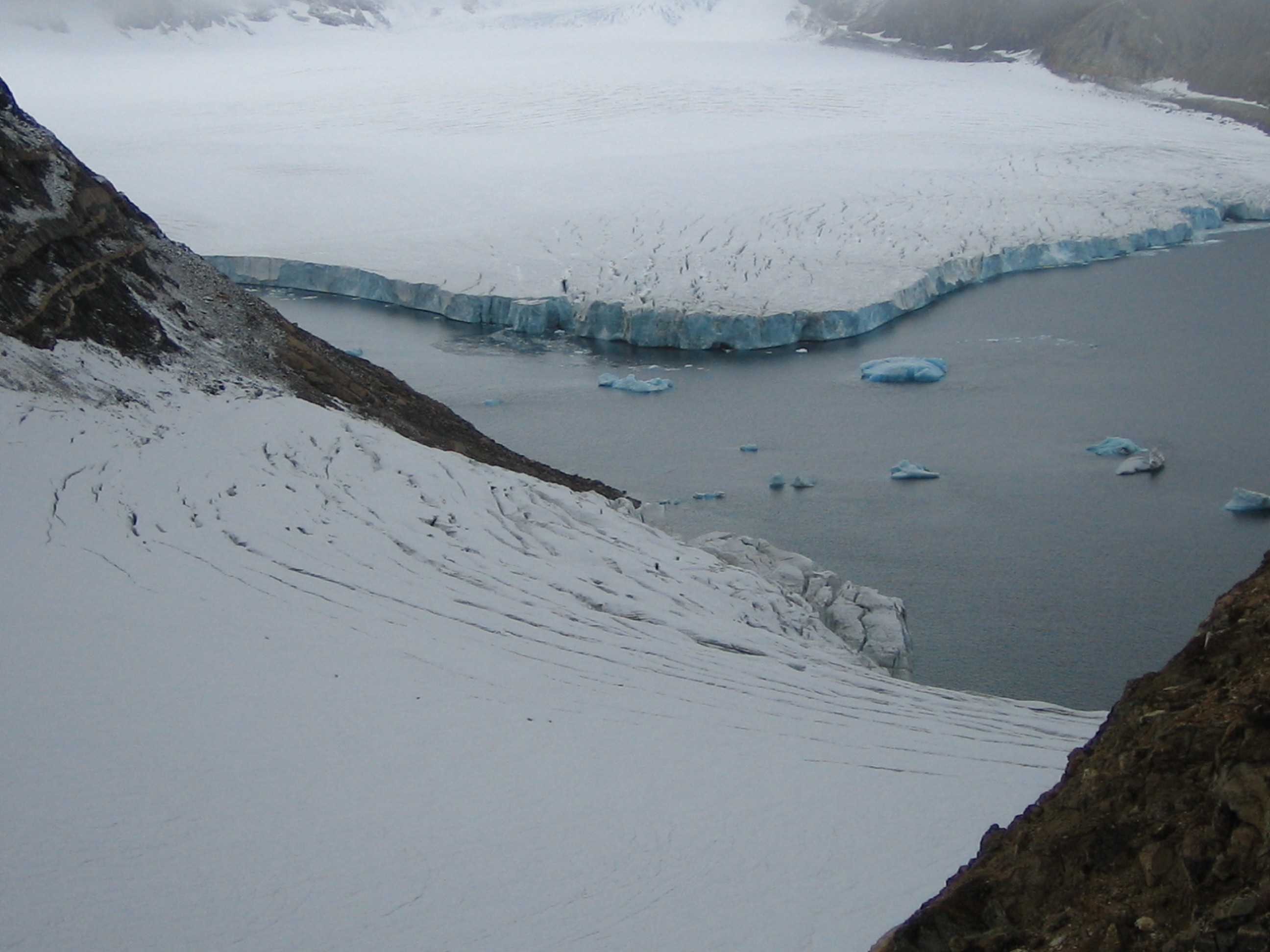
棚氷の後退により出現した海峡。ウゥナトーク・カケルトーク
島より撮影。

デニス・シュミット（英語: Dennis Schmitt）は、カリフォルニア大学バークレー校出身の探検家、冒険家である。

## 略歴
シュミットはカリフォルニア州バークレーにてドイツ人とアメリカ人の両親のもと生まれた。彼の父は配管工である。彼は早くから言語・音楽・数学への適性を見せ、10代後半はノーム・チョムスキーのもと言語学を学ぶ。19歳の頃、チョムスキーはシュミットをアラスカのブルックス山脈への旅行に誘い、そこで彼はイヌピアック語ヌナミウト方言の習得を試みた。
シュミットは、ロシア語・ノルウェー語・デンマーク語・フランス語を含む10の言語を話すことができた。彼はアラスカにあるエスキモー集落に4年住み、その後の北極探検に備えた。
2003年、シュミットは地球最北の陸地の候補地の1つとなる岩礁を発見する。彼はグリーンランド政府がその岩礁を命名すべきであると考え、北緯にちなみ単純に「83-42」と仮称するが、以来その名前が使われ続けている。
2年後の2005年、シュミットはグリーンランド東海岸沖に棚氷の後退により出現した新島を発見した。ウゥナトーク・カケルトーク（グリーンランド語で「温暖化島」の意）と呼ばれるその島は、北極線より約640km北に位置する。シエラクラブはシュミットの言葉を引用し、ニューヨーク・タイムズに次のように述べている。
「我々は新島の発見に心浮き立っていた。確かに我々は新しい何かを探し求めていた。しかしそれは、人類の行いが引き起こした恐ろしい何かでもあった。我々の全員が、これらの変化を目の当たりにし、この悲惨な顛末について思いを巡らせていた。」
シュミットはその後、2007年7月に発見された別の「地球最北の島」の候補地の発見にも関わった。探検メンバーの1人であるホリー・ウェンガーによりStray Dog Westと命名されたその島は、北緯83度40分30秒に位置し、グリーンランド北東のペアリー岬の北端沖に広がる棚氷に閉ざされた群島に属する。群島自体は棚氷の移動に伴って侵食され続けており、今後も恒久的に存在し続けるものではないと考えられている。群島の他の島には、1996年7月10日に探査プロジェクト「the American Top of the World Expedition（ATOWexpedition）」の最中スティーヴ・ガーディナーとジム・シェーファーによって最初に発見されたATOW1996が良く知られている。
シュミットはアラスカのブルックス山脈を、ポイント・ホープからマッケンジー川に向け初踏破しており、カナダ北部に位置するアクセルハイバーグ島を横断した初の冒険家でもある。彼はまた、ベーリング海峡に広がる海氷を伝い、アラスカ東部のエスキモーの集落まで探検している。アメリカ帰還後、FBIは彼を拘留したが、その後罰金刑無しで解放している。
シュミットは現在バークレー在住である。彼はまたクラシック音楽も作曲し、1978年の映画「アラスカ荒野の冒険」ではサウンドトラックを提供している。D O'Farrellというペンネームで詩の執筆にも励んでいる。